# وس مک‌لئود
وس مک‌لئود (انگلیسی: Wes McLeod؛ زادهٔ ۲۴ اکتبر ۱۹۵۷) بازیکن فوتبال اهل کانادا بود.
وی همچنین در تیم ملی فوتبال کانادا بازی کرده‌است.